# Чёртик (рассказ Ремизова)
«Чёртик» — святочный рассказ А. М. Ремизова о деревенской секте сатанистов, опубликованный в 1-м номере журнала «Золотое руно» за 1907 год и победивший в конкурсе на лучший рассказ о дьяволе. В 1925 году вместе с тремя другими «готическими» рассказами («Пожар», «Занофа», «Жертва») включён автором в сборник «Зга».
Действие рассказа происходит в глухой провинции, в доме Дивилиных, куда из всего селения имеет доступ один тараканомор — человек, морящий тараканов. Во всём тараканомор видел козни дьявола, а в детях — «поганое семя». Семья Дивилиных состоит из Аграфены (нестареющей колдуньи, приворожившей к себе «утопленника», похожего на рака с клешнями), её невестки Яги (муж её пропал при загадочных обстоятельствах) и детей этих женщин — Антонины и Дениски. При этом по тексту рассыпаны намёки, что дети эти незаконнорождённые и от супругов женщины избавились чертовским наваждением.
О тараканоморе и Дивилиных в селении ходят странные слухи. Говорят, что тараканомору ведома «чёрная книга», что он сам превращается в таракана и «хрюкает по-свинячьи». Внешне он «прямо собака и собака», голос его срывается на лай. Время от времени «мозг его придавливало»; слепо «с тяжёлой тупой головой» он бросался к ближайшему зверинцу (намёк на скотоложство), а вечером запирался в грязных номерах, где насиловал и убивал женщин. По ночам же творил службу в дивилинском доме. Аграфена же всё молилась — «о грехах: о каких грехах?»
В гимназии даже учителя донимают Дениску вопросом: «Каких там у вас чертей вызывают?» Мучимый любопытством, Дениска притворяется больным и, похитив ключ от женской половины дома, субботней ночью проникает туда. Однако понять может только то, что там тараканомор «долбит». Разбитая болезнью Антонина в ответ на его рассказ высказывает предположение, что «они там детей делают». Дениска тайком просверливает отверстие в заветную комнату, чтобы субботней ночью подглядывать за происходящим. Наутро он докладывает Антонине: все трое взрослых там молятся, целуются, хлещут друг друга ременными лестовками.
Наступает ночь на прощёное воскресенье, когда Аграфена, Яга и тараканомор призывают к себе самого Сатану, чтобы «загореться костром». Из их рассказов становится ясно, что Антонина была покалечена когда её в раннем детстве по приказу тараканомора женщины пытались принести в жертву, но дрогнули: накинули на шею петлю, а она сидит и смеётся. На призывы Сатаны в глазах у тараканомора поплыли «кровавые струи», Яга упала без чувств, а он принялся в исступлении кромсать богородичную икону, к которой Дениска вместо младенца приделал самодельного чёртика.
События в финале рассказа оставлены автором нерасшифрованными: «И глухой собачий вой разрезал ночь, ночь и комнату, будто тысячи собак выли и грызлись, отнимая друг у друга какой-то единственный кусок поганого сладкого мяса». Дети хохочут, и их не смущают «бесившиеся вопли из низу и какой-то девичий, будто из земли, из крови выходящий крик». Расправившись с Ягой, кто-то «безымянный» (маньяк-тараканомор? дьявол?), по-видимому, проникает к ним в комнату: «Голова у него будто не на шее — на винте; длинные тонкие губы его — отвратительные — чуть улыбались».